# Amédée de Failly
Pour les articles homonymes, voir Failly (homonymie).
Amédée de Failly (Bruxelles, 17 avril 1789 – Bruxelles, 24 avril 1853) est un militaire et un homme politique belge.

## Famille
Amédée de Failly, fils de Henri Louis Antoine de Failly et de Marie Jeanne Josephine Ghislaine van Velden, était issu d'une famille originaire de la Champagne, qui obtint reconnaissance de noblesse en 1667 et 1668. Amédée ne sollicita pas de reconnaissance de noblesse sous le royaume uni des Pays-Bas. Ce n'est qu'en 1857 que ses quatre fils obtinrent une telle reconnaissance, mais ils négligèrent de lever les lettres patentes. Ce fut enfin le seul survivant des quatre, Victor de Failly qui obtint reconnaissance de noblesse avec le titre de baron.
Ce dernier, Victor de Failly (nl) (La Haye 21 octobre 1822 - Strijtem 14 juin 1919) épousa en 1863 la comtesse Elisabeth de Goltstein (de) (Geilenkirchen 20 septembre 1840 - Strijtem 15 oktober 1927) et fut conseiller d'ambassade et bourgmestre de Strijtem. Ils sont les aïeux de la branche prussienne (1886) puis belge (1919) des barons von/de Failly-Goltstein (éteinte en 1954).
Amédée de Failly épousa Agathe van Singelandt et ils eurent une fille et quatre fils, Oscar, Arthur, Alexandre et Victor susmentionné.

## Sous l'empire
Il étudia à l'école militaire de Fontainebleau et en sortit le 11 novembre 1806 avec le grade de sous-lieutenant au 12e régiment d'infanterie légère.
Il participa à la campagne de Prusse et de Pologne (1806-1807), se distingua à Eylau et fut blessé d'un coup d'obus à l'épaule gauche au siège de Dantzig le 15 avril 1807. Il passa à l'armée d'Espagne, fit avec elle les campagnes de 1808 et de 1809, et ayant été promu lieutenant le 8 novembre 1809, il passa à l'armée d'Allemagne.
Bientôt après, il retourna en Espagne et prit part aux campagnes de 1810, 1811 et 1812. Il participa à la prise de Lambier, le 17 février 1811, où il fut blessé d'un coup de feu à la tête, et au combat de Lerma, où il reçut une nouvelle blessure à la jambe droite. Le 7 février 1812, il obtint le grade de capitaine au 15e régiment d'infanterie légère. Rentré en France, il y fit encore les campagnes de 1813 et de 1814 et obtint l'étoile de la Légion d'honneur par un décret impérial du 7 février 1813. Le 10 février 1813, il devint chef de bataillon.

## Royaume uni des Pays-Bas
Rentré dans sa patrie après la chute de l'empire, le baron de Failly fut admis dans l'armée des Pays-Bas le 16 décembre 1814 avec le grade de colonel commandant le 5e bataillon de chasseurs.
Le 27 janvier 1826, il fut nommé colonel commandant la 5e division d'infanterie et, en 1829, le roi Guillaume lui conféra la décoration du Lion Belgique.

## Royaume de Belgique
Après les événements de 1830 et après qu'il eut obtenu sa démission du service des Pays-Bas (16 novembre 1830), le baron de Failly se mit d'abord dans les rangs des volontaires, puis entra dans l'armée belge avec le grade de général-major commandant la province d'Anvers.
Peu de mois après, le régent Surlet de Chokier l'appela aux difficiles fonctions de ministre de la Guerre (18 mai 1831). Il entra en fonction le 1er juin. Ministre de Joseph Lebeau, il s'oppose au parti francophile et soutient la candidature de Léopold de Saxe-Cobourg-Gotha.
Dès que celui-ci arrive en Belgique, Lebeau démissionne et le roi désigne Félix De Muelenaere pour former un nouveau gouvernement dans lequel il reprend son poste de ministre de la Guerre le 24 juillet 1831. Il accompagna le roi dans ses inspections de diverses installations militaires.
Six jours après la formation du cabinet De Muelenaere, les Néerlandais rompent l'armistice et déclenche la campagne des Dix-Jours. De Failly dirige l'état-major belge et organise la résistance aux côtés de Léopold Ier.
Comme les troupes belges reculèrent rapidement devant l'armée des Pays-Bas, Amédée de Failly fut l'objet de nombreuses critiques. Le bruit courut même qu'il avait trahi. Il remit finalement sa démission du poste de ministre de la Guerre le 5 août 1831. Il occupa alors la fonction de chef d’état-major général de l’armée, avec le grade de major-général.
Il se retira ensuite dans sa propriété de Neder-Over-Heembeek. Il écrivit un Mémoire explicatif pour se défendre, mais il ne parvint pas à rétablir sa réputation.
Selon Damien de Failly, descendant d'Amédée de Failly, c'est le parti francophile, notamment Charles de Brouckère qui, déçu que l'attaque néerlandaise ne permette pas une annexion de la Belgique par la France, fit courir la rumeur qu'il aurait trahi.

## Sources et littérature
- Emile Huyttens, Discussions du Congrès national de Belgique 1830-1831, Brussel, 1844, 5 vol.
- Jean-Joseph Thonissen, la Belgique sous le règne de Léopold I, Leuven, 1861.
- Genéral Amédée de Failly, Mémoire explicatif du général baron de Failly, ministre de la guerre et major-général de l'armée belge, Brussel, 1871
- Alexis Eenens, Les conspirations militaires de 1831, Burqhardt, 1875, 2 vol.
- Victor de Failly, Réponse du baron de Failly à l'ouvrage "Les conspirations militaires de 1831 par le lieutenant-général en retraite Eenens, 1875
- Petrus Gerardus Booms, Le 12 août 1831 de la campagne des dix jours, 1875
- Gaspard Kessels, Réponse du Général-Major Kessels à l'ouvrage Les conspirations militaires de 1831, 1876
- Victor de Failly, Deuxième réponse à Monsieur le lieutenant-général Eenens, 1876
- baron Guillaume, Étienne-Auguste de Failly [1], in: Biographie nationale de Belgique, Tome VI, Brussel, 1878, col. 856-858.
- Geoffroy de Failly, Recueil de chartes et documents pour servir à l'histoire de la Maison de Failly, 1945
- Theo Luykx, Politieke geschiedenis van België van 1789 tot heden, Elsevier, Brussel - Amsterdam, 1964[2].
- Damien de Failly, Les secrets d'État de la révolution belge, 2005.